# Tabuaço
Tabuaço es una villa portuguesa perteneciente al distrito de Viseu, en la región de Trás-os-Montes (Norte) y la comunidad intermunicipal Duero, con cerca de 1800 habitantes. Es sede de un municipio con 135,72 km² de área y 5034 habitantes (2021), subdividido en trece freguesias. 
Los municipio está limitado al norte por los municipio de Sabrosa, al este por São João da Pesqueira, al sureste por Sernancelhe, al sudoeste por Moimenta da Beira y al oeste por Armamar.

## Economía
Cerca de 25% de la población trabaja en el sector servicios, mas la agricultura continúa siendo el sector con mayor peso, cerca de 56% de la población activa. Entre los productos de mayor importancia económica, se destacan el vino (vinho) y la artesanía.

## Demografía
| Gráfica de evolución demográfica de Tabuaço entre 1864 y 2021 |
|                                                               |
| Datos según el nomenclátor publicado por el INE portugués.    |

## Organización territorial
El municipio de Tabuaço está formado por trece freguesias:
- Adorigo
- Arcos
- Barcos e Santa Leocádia
- Chavães
- Desejosa
- Granja do Tedo
- Longa
- Paradela e Granjinha
- Pinheiros e Vale de Figueira
- Sendim
- Tabuaço
- Távora e Pereiro
- Valença do Douro